# Solanum nubicola
Solanum nubicola är en potatisväxtart som beskrevs av Carlos M. Ochoa. Solanum nubicola ingår i släktet skattor som ingår i familjen potatisväxter. Inga underarter finns listade i Catalogue of Life.